# NXT TakeOver: London
NXT TakeOver: London było galą profesjonalnego wrestlingu z cyklu gal NXT TakeOver wyprodukowaną przez federację WWE. Odbyła się 16 grudnia 2015 w Wembley, Londynie, była emitowana na żywo na WWE Network. Było to pierwsze TakeOver, które zostało zorganizowane poza terenami Stanów Zjednoczonych.

## Produkcja

### Przygotowania
Cykl gal NXT TakeOver rozpoczął się 29 maja 2014, kiedy to brand WWE NXT otrzymał swoją drugą ekskluzywną galę na WWE Network pod nazwą NXT TakeOver. W kolejnych miesiącach słowo „TakeOver” stało się główną częścią nazwy kolejnych specjalnych gal NXT, które miały dodatkowe podtytuły, jak przykładowo NXT TakeOver: Fatal 4-Way, NXT TakeOver: R Evolution czy też NXT TakeOver: Rival. NXT TakeOver: Brooklyn było pierwszym TakeOver wyprodukowanym spoza Full Sail University. NXT TakeOver: London było ósmą galą z chronologii i pierwszą galą TakeOver nagraną poza Stanami Zjednoczonymi.

### Rywalizacje
NXT TakeOver: London oferowało walki profesjonalnego wrestlingu z udziałem różnych wrestlerów z istniejących oskryptowanych rywalizacji i storyline’ów, które były kreowane na tygodniówce NXT. Wrestlerzy byli przedstawiani jako heele (negatywni, źli zawodnicy i najczęściej wrogowie publiki) i face'owie (pozytywni, dobrzy i najczęściej ulubieńcy publiki), którzy rywalizują pomiędzy sobą w seriach walk mających w budować napięcie. Punktem kulminacyjnym rywalizacji są walki na galach PPV lub serie pojedynków.

#### Finn Bálor vs. Samoa Joe
Po NXT TakeOver: Respect, odbył się Battle Royal o miano pretendenckie do NXT Championship, będącego w posiadaniu Finna Bálora; starcie wygrał Apollo Crews. Bálor i Crews zmierzyli się na odcinku NXT, 4 listopada 2015. W walkę zainterweniował Baron Corbin. Wówczas do ringu wbiegł Samoa Joe; odstraszył Corbina, po czym zaatakował mistrza NXT, przechodząc heel turn. Później ogłoszono, że Samoa Joe otrzyma szansę zdobycia mistrzostwa w walce z Bálorem na NXT TakeOver: London.

#### Apollo Crews vs. Baron Corbin
Corbin zaatakował Apollo Crewsa podczas jego walki z Finnem Bálorem. Niedługo później, wyzwał Crewsa na pojedynek na następnym TakeOver. Crews przyjął wyzwanie.

#### Bayley vs. Nia Jax
Po pokonaniu Sashy Banks na NXT TakeOver: Respect, mistrzyni kobiet NXT, Bayley, kontynuowała passę zwycięstw. W jej walkę z Evą Marie zainterweniowała Nia Jax. Bayley zdołała obronić mistrzostwo, lecz po walce Jax zaatakowała ją. Po kilku konfrontacjach ustalono walkę między Bayley a Jax na NXT TakeOver w Londynie.

## Gala

### Komentatorzy
NXT TakeOver: London komentowali Rich Brennan, Corey Graves oraz Byron Saxton. Panel pre-show poprowadzili Renee Young, Tom Phillips i Lita.

### Główne show
Galę otworzyło starcie pomiędzy Asuką a Emmą (której towarzyszyła Dana Brooke). Podczas pojedynku, Emma próbowała uderzyć przeciwniczkę pasem. Asuka założyła na Emmie dźwignię Asuka Lock, lecz Dana Brooke odwróciła uwagę sędziego od poddającej się Emmy. Emma ponownie spróbowała użyć pasa, lecz Asuka zdołała wykonać kopnięcie z obrotu i przypiąć rywalkę.
W drugiej walce gali, mistrzowie tag team The Revival (Dash Wilder i Scott Dawson) zmierzyli się z pretendentami do tytułu Enzo Amorem i Colinem Cassadym (z towarzyszącą im Carmellą). Walka zakończyła się po tym, jak Dash i Dawson wykonali ich drużynowy finisher Shatter Machine na Enzo Amore.
Następnym pojedynkiem w karcie było starcie Apollo Crewsa z Baronem Corbinem. Corbin zdołał uniknąć Powerbombu Crewsa, wymierzyć mu własne End of Days i wygrać pojedynek.
W czwartej walce gali zmierzyły się mistrzyni kobiet Bayley oraz Nia Jax. Nia Jax poddała się po wykonaniu przez Bayley trzech Spinebusterów i założeniu „gilotyny”.

### Walka wieczoru
W walce wieczoru, posiadacz NXT Championship, Finn Bálor, zmierzył się z pretendentem Samoą Joem. Pod koniec walki, Bálor zrzucił Joego z narożnika, po czym sam zeskoczył na niego, wykonując Coup de Grâce. Bálor przypiął przeciwnika, broniąc tytułu mistrzowskiego.

## Odbiór gali
Gala otrzymała w większości pozytywne noty od krytyków i fanów. Wrestling Observer Newsletter Dave’a Meltzera przyznało walce o NXT Championship oraz pojedynku Asuki z Emmą 4 gwiazdki (na 5), a starciu o NXT Women’s Championship 3,25 gwiazdki. Najniżej oceniony został pojedynek Apollo Crewsa z Baronem Corbinem (2,5 z 5 gwiazdek).
History of Wrestling przyznało gali wynik 89/100.
James Caldwell z Pro Wrestling Torch pochwalił walkę wieczoru i przyznał jej 4,25 gwiazdki.

## Wydarzenia po gali
Po pokonaniu Apollo Crewsa, Baron Corbin wyraził chęć zdobycia NXT Championship. Nie był on jednak jedynym starającym się o miano pretendenckie. 27 stycznia 2016, Corbin zmierzył się z Samoa Joem i Samim Zaynem w Triple Threat matchu o szansę walki z Finnem Bálorem. Walka zakończyła się bez rezultatu. Zayn i Joe zmierzyli się ponownie, 17 lutego, lecz i tym razem nie udało się wyłonić pretendenta do tytułu.
13 stycznia 2016 odbył się Battle Royal, mający wyłonić nową pretendentkę do NXT Women’s Championship; walkę wygrała Carmella, lecz później przegrała walkę o tytuł z Bayley. Po pojedynku, Bayley i Carmella zostały zaatakowane przez Evę Marie i Nię Jax. Z pomocą przyszła Asuka, która odpędziła Marie i Jax, po czym wyzwała Bayley do walki o tytuł mistrzowski.
Apollo Crews wyzwał Finna Bálora do walki bez dyskwalifikacji. Bálor przyjął wyzwanie Crewsa i ostatecznie pokonał go na odcinku NXT, 3 lutego 2016. Po walce, Crews i Bálor podali sobie ręce na znak szacunku.

## Wyniki walk
| Nr                                                                                    | Wyniki | Stypulacje                                 | Czas  |
| ------------------------------------------------------------------------------------- | --- | ------------------------------------------ | ----- |
| 1N                                                                                    | Jason Jordan i Chad Gable pokonali The Vaudevillains (Aidena Englisha i Simona Gotcha), The Hype Bros (Zacka Rydera i Mojo Rawleya) oraz Blake’a i Murphy’ego (w/ Alexa Bliss) | Fatal 4-Way tag team match                 | N/A   |
| 2N                                                                                    | Elias Samson pokonał Bulla Dempseya | Singles match                              | N/A   |
| 3N                                                                                    | Sami Zayn pokonał Tye'a Dillingera | Singles match                              | N/A   |
| 4                                                                                     | Asuka pokonała Emmę (w/ Dana Brooke) | Singles match                              | 14:49 |
| 5                                                                                     | Dash Wilder i Scott Dawson (c) pokonali Enzo Amore i Colina Cassady'ego (w/ Carmella)                                                                                          | Tag team match o NXT Tag Team Championship | 14:57 |
| 6                                                                                     | Baron Corbin pokonał Apollo Crewsa | Singles match                              | 11:40 |
| 7                                                                                     | Bayley (c) pokonała Nię Jax | Singles match o NXT Women’s Championship   | 13:17 |
| 8                                                                                     | Finn Bálor (c) pokonał Samoę Joego | Singles match o NXT Championship           | 18:22 |
| (c) – mistrz/mistrzyni przed walkąN – walka była nagrywana do oddzielnego odcinka NXT | |                                            |       |